# Hawston
Hawston is een dorp met 8200 inwoners, in de Zuid-Afrikaanse provincie West-Kaap, nabij het grotere dorp Hermanus. Hawston behoort tot de gemeente Overstrand dat onderdeel van het district Overberg is.

## Subplaatsen
Het nationaal instituut voor de statistiek, Stats SA, deelt sinds de census 2011 deze hoofdplaats in in zogenaamde subplaatsen (sub place), c.q. slechts één subplaats:
Hawston SP.